# Maison de l'Europe
Het Maison de l'Europe (Frans voor Huis van Europa of Europahuis) was een gebouw in Straatsburg in de Elzas in Frankrijk waarin tussen 1950 en 1977 de Raad van Europa was gevestigd. Het gebouw was ontworpen door de Franse architect Bertrand Monnet en was gelegen op het terrein Place Lenôtre tegenover het wijdverbreide Parc de l'Orangerie in Straatsburg. Het Maison de l'Europe was een langwerpig betonnen gebouw van twee verdiepingen dat functioneel moest zijn om de Raad van Europa in te huisvesten. De bouw was een van de grootste projecten die de Raad van Europa in de jaren vijftig ondernomen had en werd binnen vijf maanden voltooid. Het bouwwerk was vanaf het begin een tijdelijke oplossing geweest. Het diende voor een periode van tien jaar in de huisvestingsbehoefte te voorzien. In 1952 werd duidelijk dat het Maison de l'Europe te klein geworden was en niet meer voldoende uitstraling had. Door bureaucratische stroperigheid werd pas in 1970 begonnen met de bouw van het Palais de l'Europe. Toen dit laatste in 1977 in gebruik werd genomen werd het naastliggende Maison de l'Europe afgebroken.

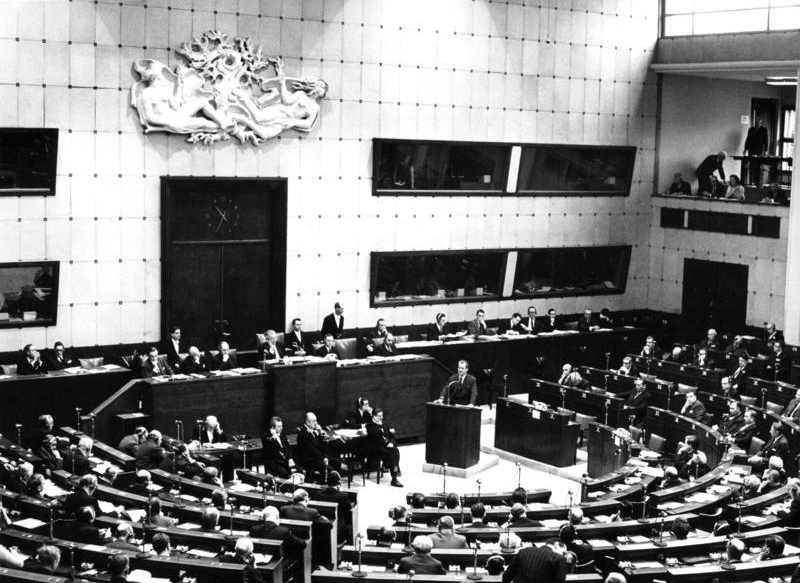
Plenaire zaal van het Maison de l'Europe in 1967.